# Confisco da poupança
O confisco da poupança (formalmente empréstimo compulsório, enxugamento monetário ou ainda bloqueio de liquidez) foi parte de um plano econômico brasileiro chamado de Plano Brasil Novo durante o governo do ex-presidente Fernando Collor. O plano bloqueou o dinheiro da caderneta de poupança, dos CDBs, dos fundos de renda fixa, valores em conta corrente e investidos no overnight.

## Plano Brasil Novo

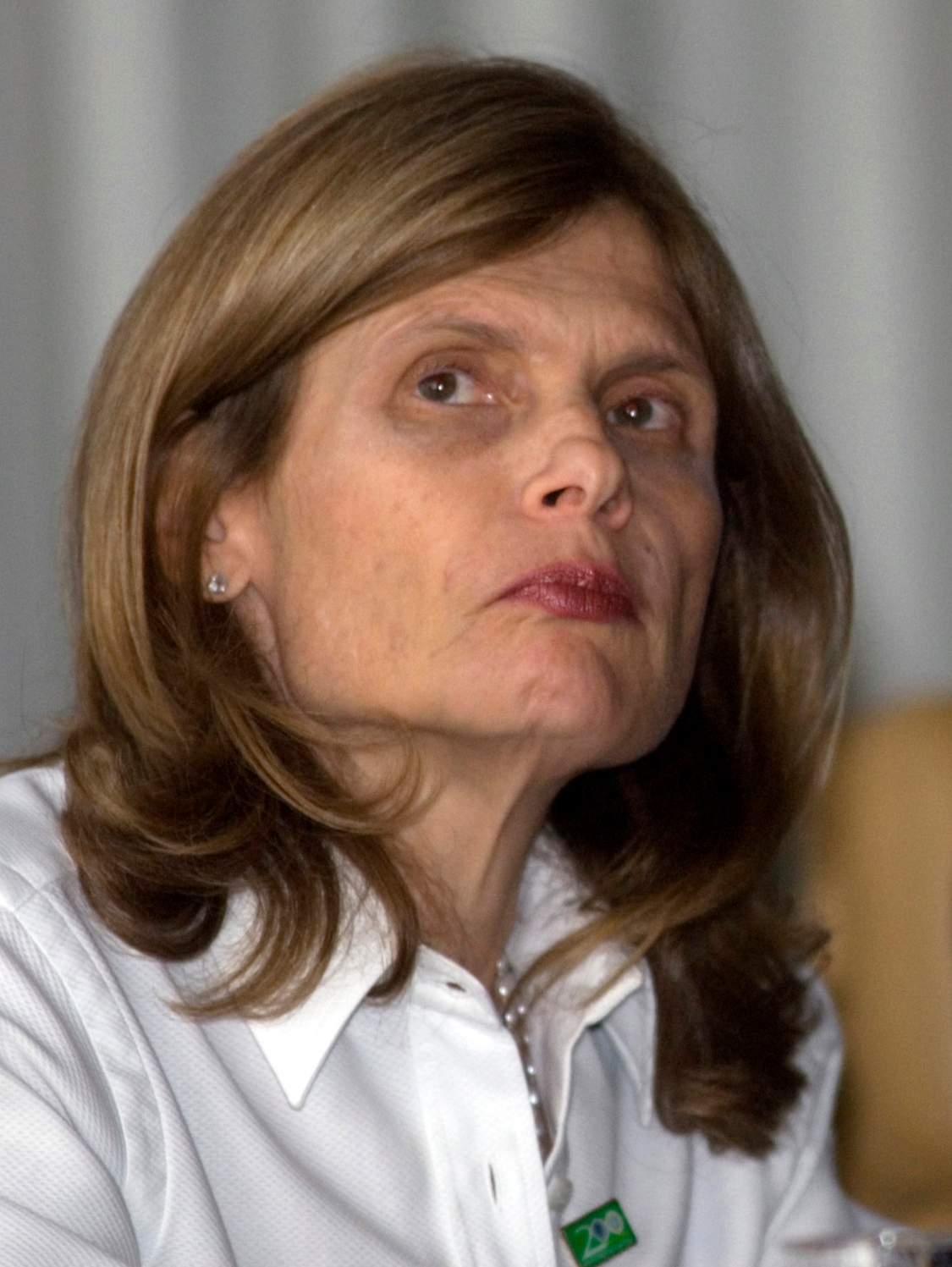
Zélia Cardoso de Melo, então Ministra da Economia

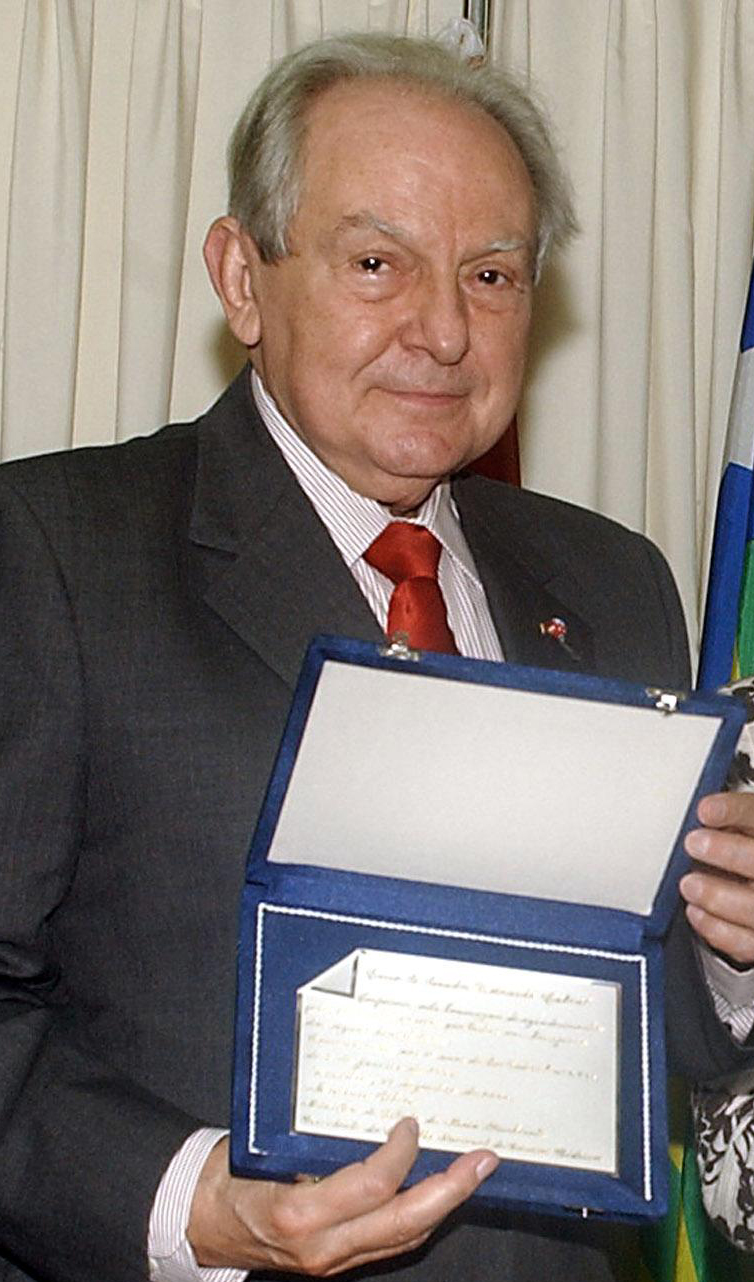
Bernardo Cabral, então Ministro da Justiça e da Agricultura, assinou a Medida Provisória nº 168, de 15 de março de 1990

No dia seguinte à posse do presidente Fernando Collor, sua equipe econômica, capitaneada pela ministra da Economia, Zélia Cardoso de Mello, anunciou medidas econômicas de grande impacto. Dentro do pacote de 21 medidas provisórias e dezenas de portarias estava o inédito confisco de contas bancárias e poupança de todos os brasileiros por 18 meses.
"Não vamos esquecer que Collor confiscou poupança e conta-corrente desse país. Com apoio do Congresso e até do Judiciário. Por conta da força que ele tinha, da legitimidade da eleição presidencial que teve"— Roberto Freire
Esse era o quarto plano econômico que os brasileiros enfrentavam em cinco anos. Os anteriores ocorreram no governo José Sarney, como o plano Cruzado de 1986, o Plano Bresser, de 87 e o Plano Verão, de 89. Todos fracassaram na tentativa de controlar a inflação.

### Implementação do confisco
Na semana da posse do presidente Collor, o ministro da Fazenda do governo Sarney, Maílson da Nóbrega, decretou feriado bancário de três dias: 14, 15 e 16 de março. Quando os bancos voltaram a funcionar, a população fazia fila nas portas das agências, que não tinham dinheiro disponível para cobrir os saques dos clientes. Como consequência, as vendas no comércio caíram drasticamente.

#### Regras
O Bloqueio da Liquidez no Plano Collor – Medida Provisória 168, 15/3/1990, depois Lei nº 8.024, 12/4/1990, estabelecia:
- Bloqueio da liquidez de parte considerável dos haveres financeiros, exceto o papel-moeda em poder do público. Os valores em cruzados novos bloqueados ficariam recolhidos ao Banco Central do Brasil por 18 meses, recebendo juros de 6% ao ano mais correção monetária, creditados diariamente, e seriam liberados em 12 parcelas mensais a partir do 19º mês.

- Os haveres financeiros seriam convertidos ao par, de cruzados novos (NCz$) para cruzeiros (Cr$), após a cobrança extraordinária de 8% de IOF (imposto sobre operações financeiras) nos haveres não monetários e na venda ou transmissão de ações e ouro, isentos os depósitos à vista e os títulos e depósitos do ativo das instituições financeiras.
- A conversão em cruzeiros deveria ser feita no momento da liberação dos valores retidos, com regras diferenciadas:
  - papel-moeda, conversão imediata, sem bloqueio;
  - depósitos à vista e cadernetas de poupança, liberação imediata de até Cr$ 50 mil (pela taxa de câmbio oficial de 13/3/1990, US$ 1.300,00; pela taxa do câmbio paralelo, US$ 610,00 em 13/3, US$ 1.110,00 em 19/3 e US$ 770,00 em 30/3);
  - aplicações overnight e contas remuneradas, liberação imediata de Cr$ 25.000,00 ou de 20% do total, valendo o maior;
  - fundos e depósitos a prazo, 20% do total.

A própria ministra Zélia contou em sua biografia, Zélia, uma paixão, que os 50 mil cruzados novos estipulados nas regras foram resultado de um sorteio feito em pedaços de papel. Da mesma forma amadora, a equipe de Zélia conduziu os outros pontos de seu programa de combate à inflação, como o enxugamento da máquina do Estado, a ponto de eles mesmos chegarem para trabalhar e verificar que estavam sem funcionários nos gabinetes, que haviam sido demitidos ou transferidos. O livro de Fernando Sabino, escrito a partir de informações dadas pela própria Zélia, traz pelo menos duas revelações a mais: a poupança só foi incluída no bloqueio no último momento - a princípio, a medida atingiria apenas as aplicações do overnight - e o valor a ser confiscado só foi decidido na noite anterior ao anúncio, durante uma festa-surpresa no resort Academia de Tênis, às margens do Lago Paranoá, em Brasília - os valores de 20 mil e 70 mil também foram cogitados. O livro diz:  "Sempre que tem um problema, Zélia gosta de dar uma trégua para se distrair, deixando o subconsciente trabalhar. Escreveu num papel os números 20, 50 e 70 e voltou à festa", escreveu Sabino. "Ao regressar, havia optado pelos 50 mil".

## Consequências
A estratégia concebida pela equipe da ministra da Economia, Zélia Cardoso de Mello, minou a credibilidade das aplicações financeiras. A breve recessão esperada pelo governo transformou-se numa queda de 4,35% do Produto Interno Bruto (PIB), a mais violenta do país no século 20. Mesmo assim os preços não se estabilizaram. A inflação, que naquele março (1990) atingiu o recorde histórico de 82,4%, recuou para 7,5% em maio, mas logo depois voltou aos dois dígitos.
Em 21 de março de 1990, o Ibovespa despencou 22,27% após o pânico no mercado causado pelo Plano. No dia anterior, 20/03, o Ibovespa despencou 20,95%. O mercado vendia renda variável para cobrir as perdas provocadas pelo congelamento anunciado por Collor.
Segundo o historiador Vinicius Vivaldi, foi um período nefasto e mal planejado na história econômica e política do país. “Muitos cidadãos ficaram sem acesso às suas contas e sem amparo social do governo. Simplesmente foram largados a esmo. Muitas pequenas e médias empresas fecharam, o índice de desemprego foi alto e a taxa de suicídios foi a maior da história do Brasil”.
Apesar de à época haver sido prevista a liberação do dinheiro confiscado após 18 meses, muitos poupadores não obtiveram retorno e tiveram que entrar com processos na justiça contra a União para reaver o dinheiro aplicado. Somente 27 anos, depois, em 2017, um acordo foi mediado pela Advocacia-Geral da União com instituições bancárias, para a devolução do dinheiro que poupadores perderam com o confisco, com uma condição: quem aceitasse o acordo, desistiria do processo judicial. O acordo foi homologado pelo Supremo Tribunal Federal no ano seguinte. Com o acordo, mais de um milhão de ações judiciais relativas ao confisco da poupança seriam encerradas. No entanto, em 2019, 79% dos poupadores ainda não haviam recebido a indenização.
Em maio de 2020, o ex-presidente Collor pediu desculpas pelo confisco. Segundo o ex-presidente, o objetivo central de sua equipe era conter a hiperinflação de 80% ao mês e que não via alternativa viável na época.

### Alteração da lei
O Artigo 62 da Constituição Federal trata de situações em que o presidente da República poderá adotar medidas provisórias com força de lei, desde que submetidas ao Congresso Nacional. Contudo, a legislação foi alterada 11 anos após o confisco. A Emenda Constitucional 32, publicada em setembro de 2001, estabeleceu algumas proibições, como é o caso do sequestro de bens, de poupança popular ou qualquer outro ativo financeiro dos brasileiros. Nestes casos, fica vedada a edição de qualquer medida provisória que altere a norma.

## Críticas
Para Gustavo Franco, um dos formuladores do Plano Real que em 1994 derrotou a inflação, o confisco se tratou "na essência, um absurdo jurídico e econômico" e "depois do Plano Collor, as pessoas passaram a ter mais medo dos pacotes anti-inflacionários do que da própria inflação".
Para o economista Vaner Simões: “O que o Collor fez foi uma “loucura... típica de um país que não é ainda democrático. Foi um grande equívoco. Comportamento antieconômico e antiacadêmico. Teve uma questão boa, que foi a abertura do mercado, mas isso já era esperado pelo caminhar da economia brasileira. Mas o plano econômico que ele criou foi um furto coletivo que não deu certo. Em momento algum conversava com o plano de governo apresentado por ele”.

## Documentário
Em 8 de novembro de 2021, a HBO lançou o trailer de um documentário a respeito do confisco, o filme conta com relatos “intimistas” da ex-ministra da Fazenda Zélia Cardoso de Melo e de uma família do interior paulista.